# Дитя тьмы
«Дитя тьмы» (англ. «Orphan», «Сиротка») — американский психологический фильм ужасов, режиссёра Жауме Кольет-Серра. Сценарий был написан Дэвидом Лесли Джонсоном по рассказу Алекса Мэйса. В фильме снимались Вера Фармига, Питер Сарсгаард, Изабель Фурман, Си Си Эйч Паундер, Джимми Беннетт и др. В центре сюжета — семейная пара, которая после смерти своего нерождённого ребёнка удочеряет девятилетнюю девочку из детского дома, которая начинает проявлять признаки жестокого и тревожного поведения, что настораживает мать семьи.
Фильм является международным совместным производством США, Канады, Германии и Франции. Фильм снимался в Канаде, городах Торонто, Монреаль, Порт-Хоуп, Берлингтон. Продюсерами фильма выступили Джоэл Сильвер и Сьюзен Дауни из «Dark Castle Entertainment», а также Леонардо Ди Каприо и Дженнифер Дэвиссон Киллоран из «Appian Way Productions». Основные съёмки фильма проходили в Канаде, в городах Сент-Томас, Торонто, Порт-Хоуп и Монреаль.
Фильм был выпущен в прокат в США 24 июля 2009 года компанией «Warner Bros. Pictures». Фильм получил смешанные отзывы критиков, которые хвалили его мрачный юмор, пугающие моменты и игру Фурман в роли Эстер, но критиковали его шаблонный сценарий. Фильм собрал 78 миллионов долларов по всему миру при бюджете в 20 миллионов долларов.
11 августа 2022 года вышел приквел под названием «Дитя тьмы: Первая жертва», в котором Фурман вновь сыграла роль Эстер.

## Сюжет
У Кейт и Джона есть двое детей, но их третий ребёнок рождается мёртвым. После этой трагедии их отношения становятся напряжёнными, и особенно тяжело потерю переживает Кейт, у которой, к тому же, когда-то были проблемы с алкоголем. Чтобы справиться с произошедшим, они решают взять приёмного ребёнка. В местном приюте для девочек им приглядывается Эстер из России. Она довольно умна и воспитанна и носит красивые ленты на запястьях и шее. Директриса приюта сестра Эбигейл рассказывает, что Эстер в Америку привезла удочерившая её семья, но спустя некоторое время вся эта семья погибла во время пожара. Кейт и Джон привозят Эстер домой, и их маленькая глухонемая дочь Макс сразу привязывается к ней, в отличие от старшего сына Дэниела, который относится к Эстер недружелюбно.
С появлением Эстер в семье начинаются странности. Один раз Дэниел случайно подстреливает из арбалета голубя, и Эстер хладнокровно добивает птицу, мотивируя это тем, что голубь «не должен мучиться». Ещё через какое-то время Кейт и Джон занимаются любовью и внезапно замечают, что Эстер наблюдает за ними. Когда Кейт пробует поговорить с ней об этом, то, к её удивлению, Эстер проявляет гораздо больше знаний, чем полагается ребёнку её возраста. Затем она сталкивает с горки одноклассницу, насмехавшуюся над ней, и та ломает лодыжку. Становится ясно, что Эстер имеет какие-то виды на Джона и что он нравится ей не только как отец. На фоне всего этого Кейт становится подозрительной по отношению к Эстер, но Джон предпочитает не обращать ни на что внимания. Их навещает сестра Эбигейл, которая признаётся, что Эстер, возможно, всё же не так мила, как кажется, — несколько раз, когда происходили какие-нибудь неприятности в приюте или в предыдущей школе, Эстер каким-то образом всегда оказывалась рядом. К тому же, было установлено, что пожар, в котором погибла её предыдущая приёмная семья, произошёл из-за поджога, и виновника так и не нашли. После ухода сестры Эбигейл Эстер с помощью запуганной Макс догоняет её на дороге, убивает молотком и сталкивает тело в реку, а доказательства прячет в домике на дереве. Она замечает Дэниела, когда он следит за ней, и угрожает ему, если он что-то расскажет родителям. Кейт всё больше убеждается, что с Эстер что-то не так, но Джон по-прежнему ей не верит. Эстер, проявляя необыкновенные навыки манипуляции и даже калеча себе руку, добивается того, чтобы подозрения Кейт никто не воспринял всерьёз. В итоге Джону начинает казаться, что у Кейт вновь начались проблемы с алкоголем.
Кейт расследует прошлое Эстер и узнаёт, что в приюте нет никаких данных о ней. В вещах Эстер она находит молитвенник на иностранном языке, который был изготовлен в месте под названием «Институт Саарн». Оказывается, это расположенная в Эстонии психиатрическая клиника. Кейт высылает им фотографию Эстер. Одновременно Дэниел тоже что-то подозревает. Ему удаётся расспросить Макс и найти улики в домике на дереве, но Эстер запирает его и поджигает домик. Выбираясь, Дэниел падает с большой высоты и получает серьёзную травму. Макс срывает попытку Эстер добить его камнем. В больнице Дэниел чуть не погибает после того, как Эстер тайком снимает с его лица кислородную маску и душит его подушкой. Хотя его удаётся спасти, Кейт, понимая, что это наверняка опять дело рук Эстер, набрасывается на девочку. Ей насильно вводят успокоительное и тоже оставляют в больнице.
Расстроенный Джон привозит Макс и Эстер домой, где Эстер надевает откровенное мини-платье, делает вызывающий макияж и пытается соблазнить его. Он, тем не менее, отталкивает Эстер, хотя чувствует себя ужасно от стресса и немного выпил. Девочка идёт к себе в комнату и там срывается в гневе на окружающей мебели. В больнице Кейт принимает звонок из Саарна: ей рассказывают, что Эстер на самом деле не девочка, а 33-летняя женщина Лина Клэммер, страдающая редким гормональным расстройством, которое остановило рост тела и сохранило его детские пропорции. Ленты Лина на самом деле носит для того, чтобы скрыть шрамы от сдерживающих ремней (она была самой буйной пациенткой), а ещё она убила семерых человек. Всю жизнь она притворялась девочкой и попала в клинику после того, как не смогла соблазнить приёмного отца и убила всю семью, а потом подожгла их дом. Год назад она сбежала из клиники, и её след потерялся. Кейт понимает, что, скорее всего, то же самое произошло и с предыдущей приёмной семьёй «Эстер». Кейт вызывает полицию и мчится на машине домой, однако поздно — Лина уже убила Джона. Кейт отправляется на поиски Макс, а потом пытается укрыться с ней в лесу. Их настигает Лина с ножом. Между Линой и Кейт завязывается драка на замёрзшем пруду, лёд трескается, и Кейт выбирается на поверхность, столкнув Лину на дно. В конце мама и дочка идут навстречу полицейским.

## В ролях
| Актёр             | Роль                   |
| ----------------- | ---------------------- |
| Изабелль Фурман   | Эстер Коулман          |
| Вера Фармига      | Кейт Коулман           |
| Питер Сарсгаард   | Джон Коулман           |
| Джимми Беннетт    | Дэниел Коулман         |
| Ариана Энджинир   | Макс Коулман           |
| Си Си Эйч Паундер | Сестра Эбигейл         |
| Марго Мартиндейл  | Доктор Браунинг        |
| Карел Роден       | Доктор Варава          |
| Джэми Янг         | Бренда                 |
| Жюльян Элия       | Администратор больницы |

## Прототип
Персонаж Эстер (Лина Кламмер) была вдохновлена историей взрослой (по разным источникам: 33-летней в 2008 году или 34 летней в 2007 году) чешки Барборы Шкрловой (чеш. Barbora Skrlová) — манипуляторши, страдающей гипопитуитаризмом и множественным расстройством личности, которая в 2009 году была приговорена к 5 годам лишения свободы: проведя юность в психиатрической больнице, она мастерски выдавала себя за маленькую девочку и обманом попадала в приёмные семьи. Апогея ситуация достигла, когда в 2007 году Барбора, выдавая себя за 13-летнюю девочку, всё так же обманом проникла в семью, в которой постепенно начала провоцировать приёмную мать Клару Мауэрову (чеш. Klara Mauerova) (страдающую шизофренией) на жестокое обращение с её собственными двумя детьми. Когда ситуация вскрылась, то Барбора сбежала из страны и в конечном итоге оказалась в Норвегии, где снова мастерски пристроилась в приёмную семью, на этот раз выдав себя за 13-летнего мальчика. В конечном итоге обман раскрылся, и в 2008 году Барбора была депортирована в Чехию. В 2011 году она была досрочно освобождена.

## Производство
Вера Фармига и Питер Сарсгаард были приглашены на главные роли в конце ноября 2007 года. Основные съёмки фильма проходили в Канаде, в городах Сент-Томас, Торонто, Порт-Хоуп и Монреаль.

## Релиз
Мировая премьера фильма состоялась 21 июля 2009 года в Вествуде (округ Лос-Анджелес). На следующий день фильм был показан на «Международном кинофестивале „Фантазия“» в Монреале (Канада). В Северной Америке фильм вышел в прокат 24 июля 2009 года. Затем он был выпущен в Великобритании 7 августа 2009 года компанией «Optimum Releasing». В Российский прокат фильм вышел 8 октября 2009 года.
Фильм был выпущен на DVD и Blu-ray 27 октября 2009 года в США компанией «Warner Home Video» и 27 ноября 2009 года в Великобритании компанией «Optimum Releasing». DVD включает удалённые сцены и альтернативную концовку. Во вступительных роликах также содержится социальная реклама, рассказывающая о тяжёлом положении неусыновленных детей в США и призывающая к внутреннему усыновлению.

## Реакция

### Касса
Фильм занял 4-е место в прокате, заработав в общей сложности 12,8 млн долларов, уступив таким фильмам, как «Миссия Дарвина», «Гарри Поттер и Принц-полукровка» и «Голая правда». Мировые сборы фильма составили 78,8 миллиона долларов.

### Рецензии

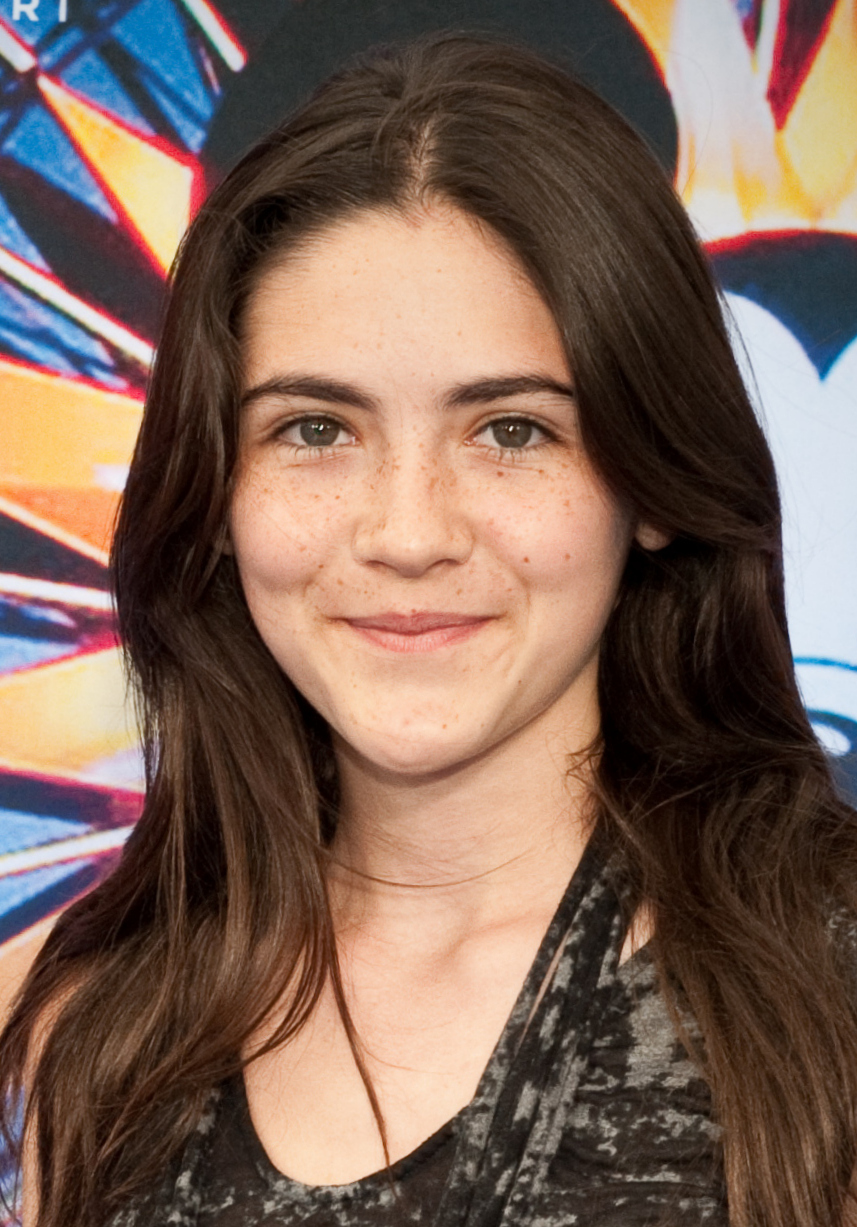
Игра Изабель Фурман в роли Эстер — была высоко оценена

На агрегаторе рецензий Rotten Tomatoes фильм имеет рейтинг одобрения 57 % на основе 157 рецензий со средней оценкой 5,60/10. Консенсус критиков сайта гласит: «Хотя в фильме есть моменты мрачного юмора и необходимые пугающие моменты, „Дитя тьмы“ не может развить свою интересную идею и превращается в шаблонный, захудалый ужастик/триллер». На Metacritic фильм получил средневзвешенный балл 42 из 100 на основе 25 оценок критиков, что означает «смешанные или средние отзывы». Зрители, опрошенные сайтом CinemaScore, дали фильму среднюю оценку «B-» по шкале от A+ до F.
Роджер Эберт из газеты Chicago Sun-Times дал фильму «Дитя тьмы» 3,5 звезды из 4, написав: «Если вы хотите хороший фильм ужасов о ребёнке из ада, вы его получили». Мик ЛаСалль из San Francisco Chronicle также дал положительную рецензию, прокомментировав: «В фильме есть все, что можно ожидать от психологического триллера о детях, но с таким избытком и изобилием, что он все ещё способен удивить». Тодд МакКарти из Variety был менее впечатлён, написав: «После дразняще приятного мусора в течение первого часа, „Дитя тьмы“ становится настоящим мусором во время своей затянувшейся второй половины».
Манола Даргис из The New York Times написала: «Актёры должны есть, как и все мы, если, конечно, не так много, но вы все равно должны задаться вопросом, как главные герои независимого кино Вера Фармига и Питер Сарсгаард смогли продраться через фильм и, по большей части, не рассмеяться». Оуэн Глейберман из Entertainment Weekly поставил фильму оценку D+, отметив: «Дитя тьмы не страшный — он аляповато и затянутый». Кит Фиппс из The A.V. Club написал: «Если режиссёр Жауме Колле-Серра задался целью сделать пародию на клише фильмов ужасов, ему это блестяще удалось».

### Награды
Фильм получил «Золотого ворона» в международном конкурсе полнометражных фильмов на «Брюссельском международном фестивале фантастических фильмов» 2010 года. Он также был номинирован на «Выбор летнего фильма: Драма» на фестивале 2009 года «Teen Choice Awards».

## Противоречия
Содержание фильма было не очень хорошо воспринято группами по усыновлению. Споры заставили создателей фильма изменить строчку в одном из трейлеров:

«Наверное, трудно любить приёмного ребёнка так же сильно, как своего собственного» изменили на «Мне кажется, мама меня не очень любит».— Эстер
Мелисса Фэй Грин из The Daily Beast прокомментировала:

«Фильм происходит непосредственно из этого неисследованного места в популярной культуре. Теневое прошлое Эстер включает Восточную Европу; она кажется нормальной и милой, но быстро становится агрессивной и жестокой, особенно по отношению к своей матери. Это клише. Это тот багаж, с которым мы грузим брошенных, осиротевших или детей-инвалидов, получивших новый старт в семейной жизни».
На DVD есть сообщение в поддержку усыновления, в котором зрителям советуют подумать об усыновлении.

## Приквел
В феврале 2020 года было объявлено о разработке фильма-приквела под названием «Эстер», режиссёром которого стал Уильям Брент Белл, по сценарию Дэвида Коггесхолла. Проект будет совместным предприятием «eOne» и «Dark Castle Entertainment». Алекс Мейс, Хэл Садофф, Итан Эрвин и Джеймс Томлинсон будут продюсировать фильм, а Дэвид Лесли Джонсон выступит в качестве исполнительного продюсера. Начало производства было намечено на лето 2020 года. В октябре 2020 года Джулия Стайлз заявила, что собирается приступить к работе над фильмом. В ноябре 2020 года название фильма было изменено на «Дитя тьмы: Первая жертва», а Изабель Фурман вернулась на главную роль. Фильм вышел на экраны 19 августа 2022 года на стриминговой платформе Paramount+.